# شارل دولن
شارل دولن (فرانسوی: Charles Dullin‎؛ ۸ مه ۱۸۸۵ – ۱۱ دسامبر ۱۹۴۹) یک کارگردان فیلم، و هنرپیشه اهل فرانسه بود.

## گزیده فیلمشناسی
- ۱۹۲۹: کاگلیوسترو (فیلم ۱۹۲۹)
- ۱۹۳۴: بینوایان (فیلم ۱۹۳۴)
- ۱۹۴۱: ولپن